# Mistrzostwa Polski w kolarstwie przełajowym 1976
Mistrzostwa Polski w kolarstwie przełajowym 1976 odbyły się w Jeleniej Górze.

## Wyniki
- Grzegorz Jaroszewski (Żyrardowianka)[2]
- Andrzej Łabus (MZKS Jelenia Góra)
- Józef Pytowski (Górnik Klimontów Śląska)